# Фрідман Ольга Олегівна
Ольга Олегівна Фрідман (івр. אולגה פרידמן; нар. 30 вересня 1998 р.) — неактивна українська та ізраїльська тенісистка та чемпіонка Ізраїлю у тенісі 2015 року.
Будучи юніоркою, Фрідман має світовий рейтинг №12, досягнутий 24 березня 2014 року. Фрідман має найвищий рейтинг в одиночному розряді в рейтингу 231 за версією WTA, досягнутий 23 травня 2016 року. Вона виграла два одиночні титули ITF.

## Раннє та особисте життя
Фрідман народилася в заможній родині в Києві, донька українсько-ізраїльського олігарха Олега Фрідмана.   Хоча вона представляє Україну на міжнародному рівні, Фрідман також має громадянство Ізраїлю. 

## Тенісна кар'єра
Фрідман має найвищий рейтинг серед юніорів 12, досягнутий 24 квітня 2014 року.
Фрідман дебютувала в головному розіграші туру WTA на Кубку Баку 2015 року у парному розряді з Єлізаветою Янчук.
Вона стала чемпіонкою Ізраїлю 2015 року у віці 17 років, обігравши у фіналі чемпіонату Ізраїлю номер 126 світу Юлію Глушко, 6–2, 6–2. 
У грудні 2015 року вона жила в Ізраїлі в останні роки і сказала: «Я б дуже хотіла представляти Ізраїль, але наразі це залежить від моїх батьків. Я дуже люблю країну і вірю, що це врешті-решт станеться». 
У січні 2016 року вона потрапила у фінал $ 25 тис. на Дайтон-Біч, де її перемогла туніська тенісистка Унс Джабір, 0–6, 6–2, 6–4. 
Останнім турніром, який вона зіграла, був захід у Флориді у розмірі 25 тис. доларів у січні 2017 року.

## Фінал ITF

### Одиночний розряд: 4 (2–2)

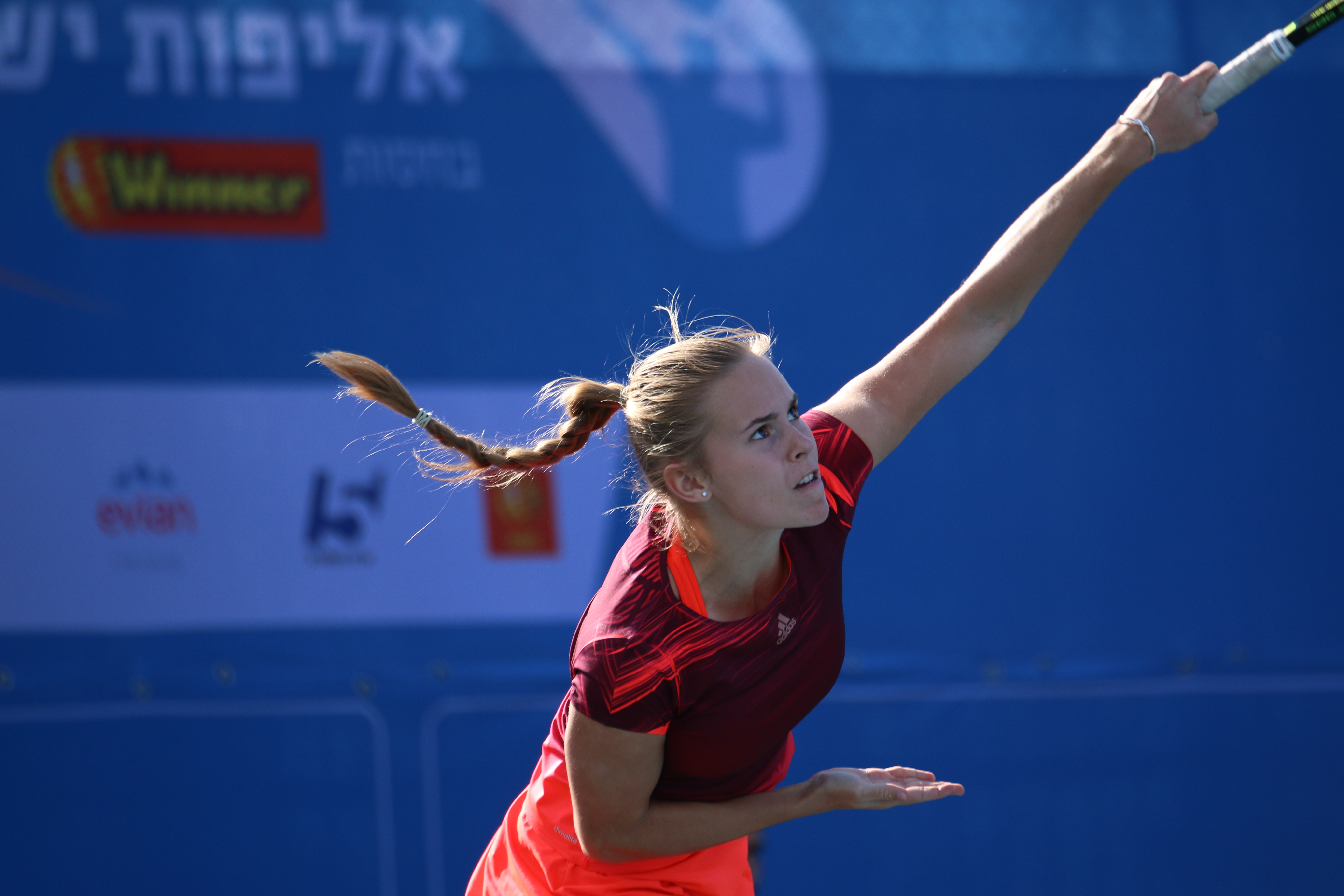
Фрідман на чемпіонаті Ізраїлю 2015 року

| Легенда          |
| ---------------- |
| Турніри $100 000 |
| Турніри $75 000  |
| Турніри $50 000  |
| Турніри $25 000  |
| Турніри $10 000  |

| Перемоги за поверхнею |
| --------------------- |
| Хард (2–1)            |
| Глина (0–1)           |
| Трава (0–0)           |
| Килим (0–0)           |

| Результат | №  | Дата                | Турнір                  | Поверхня | Суперниця         | Рахунок           |
| --------- | -- | ------------------- | ----------------------- | -------- | ----------------- | ----------------- |
| Перемога  | 1. | 2 серпня 2014 року  | ITF Стамбул, Туреччина  | Хард     | Є Цююй            | 7–5, 6–4          |
| Поразка   | 1. | 13 грудня 2014 року | ITF Тель-Авів, Ізраїль  | Хард     | Марта Пейгіна     | 1–6, 6–2, 6–7 (3) |
| Перемога  | 2. | 25 жовтня 2015 року | ITF Жуе-ле-Тур, Франція | Хард (i) | Крістіна Плішкова | 6–2, 3–6, 6–1     |
| Поразка   | 2. | 17 січня 2016 року  | ITF Дейтона-Біч, США    | Глина    | Унс Джабір        | 6–0, 2–6, 4–6     |

### Парний розряд: 1 (0–1)
| Легенда          |
| ---------------- |
| Турніри $100 000 |
| Турніри $75 000  |
| Турніри $50 000  |
| Турніри $25 000  |
| Турніри $10 000  |

| Фінали за поверхнею |
| ------------------- |
| Хард (0–0)          |
| Глина (0–1)         |
| Трава (0–0)         |
| Килим (0–0)         |

| Результат | Дата              | Турнір               | Поверхня | Партнерка       | Суперниці                           | Рахунок      |
| --------- | ----------------- | -------------------- | -------- | --------------- | ----------------------------------- | ------------ |
| Поразка   | 4 липня 2014 року | ITF Прокупле, Сербія | Глина    | Єлизавета Янчук | Ліна Джорческа Александра Нанкерроу | 4–6, 6–7 (5) |